# سلفادور رودريغيز
سلفادور رودريغيز (بالإسبانية: Salvador Rodríguez)‏ هو عداء سريع إسباني، ولد في 13 نوفمبر 1980 في مدريد في إسبانيا.

## وصلات خارجية
- سلفادور رودريغيز على موقع الاتحاد الدولي لألعاب القوى (الإنجليزية)